# Arrhyton landoi
Arrhyton landoi är en ormart som beskrevs av Schwartz 1965. Arrhyton landoi ingår i släktet Arrhyton och familjen snokar. Inga underarter finns listade i Catalogue of Life.
The Reptile Database listar Arrhyton landoi endast som population som ingår som synonym i Arrhyton redimitum. Populationen förekommer i bergstrakten norr om staden Imías i södra Kuba.